# Юма (Аризона)
Вижте пояснителната страница за други значения на Юма.
Юма (на английски: Yuma) е град в щата Аризона, САЩ. Юма е с население от 84 688 (приб. оценка 2005 г.) и обща площ от 276,40 км² (106,70 мили²). Получава статут на град през 1914 г. Юма е разположен в близост до границата с Калифорния и Мексико.